# Rhampsinitus keniatus
Rhampsinitus keniatus is een hooiwagen uit de familie echte hooiwagens (Phalangiidae).